# Renaud de Mons
Renaud, mort en 973, est comte de Hainaut et de Mons l'année de sa mort.
À la mort de Richer, comte de Hainaut et de Mons, l'empereur Otton Ier donna à Renaud le comté de Mons et le titre de comte de Hainaut, tandis que le comté de Valenciennes est donné à son frère Garnier. Ils sont tous deux attaqués par Régnier IV, fils d'un ancien comte de Hainaut qui cherche à reprendre le comté de son père, et tués à Péronne.

## Source
- L. Vanderkindere, « Régnier IV », Académie royale de Belgique, Biographie nationale, vol. 19, Bruxelles, 1907 [détail des éditions], p. 879